# Syneches peradeniyae
Syneches peradeniyae är en tvåvingeart som beskrevs av Senior-white 1924. Syneches peradeniyae ingår i släktet Syneches och familjen puckeldansflugor.
Artens utbredningsområde är Sri Lanka. Inga underarter finns listade i Catalogue of Life.